# Міст Вінсента Томаса
Міст Вінсента Томаса (англ. Vincent Thomas Bridge) — підвісний міст через гавань Лос-Анджелес в штаті Каліфорнія, США, що сполучає портовий район Лос-Анджелеса Сан-Педро з островом Термінал. Введений в експлуатацію 15 листопада 1963 року, довжина найдовшого прольоту становить 460 м. Міст названий на честь члена місцевого законодавчого органу Сан-Педро Вінсента Томаса і є складовою частиною 47 каліфорнійської траси. Це третій за довжиною підвісний міст Каліфорнії, а також 76-й за найдовшим прольотом міст у світі.

## Історія

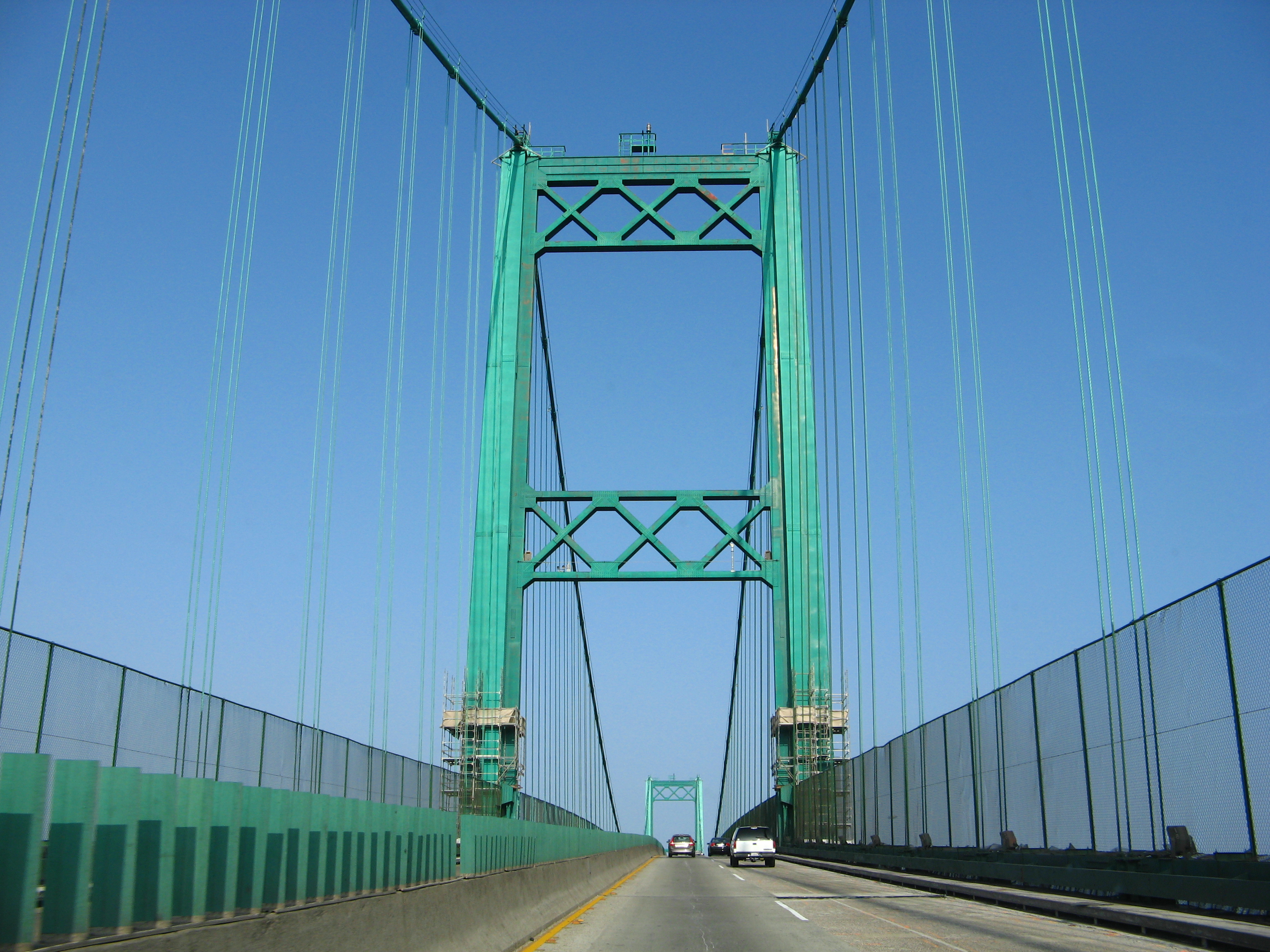
Дорога мосту.

Причиною побудови мосту стало збільшення обсягу послуг транспортних перевезень до порту, що розташовувався неподалік. До цього перевезення здійснювалися поромами, які сполучали район Сан-Педро і острів Термінал. Прихильноком побудови мосту був державний законодавець Вінсент Томас, який предствляв собою Сан-Педро і тому спеціальним законодавчим актом міст було названо на честь Томаса, ще за роки обіймання ним своєї посади.
Протягом всього періоду будівництва мосту і в перші роки після його відкриття, він висміюювався як «міст у нікуди». Але вже починаючи з 1970-х років значення мосту почало різко зростати, через близьке розташування до нього портів Лос-Анджелес і Лонг-Біч, що стали головними портами Західного Узбережжя США. Сьогодні через міст здійснюються значні обсяги перевезення, що відіграє важливу роль в економіці міста

## Зображення у мистецтві
- Міст Вінсента Томаса зображений в основній сцені погоні оригінальної версії фільму Викрасти за 60 секунд (1974), режисера Генрі Галікі. Він також фігурує у рімейку 2000 року Викрасти за 60 секунд, з Ніколасом Кейджом у головних ролях.
- Міст з'являвся в телесеріалі CHiPs, в епізоді 1977 року «Taking Its Toll».
- Міст іноді видно у відкритті сцени в телевізійному шоу The Love Boat (1977-1986).

Також міст Вінсента Томаса був зображений у багатьох інших фільмах і телесеріалах: Жити й померти в Лос-Анджелесі, Ангели Чарлі, Національна безпека, Притулок, Trapper John, M.D., America's Toughest Jobs, Таємний шанувальник, Протистояння.

## Галерея

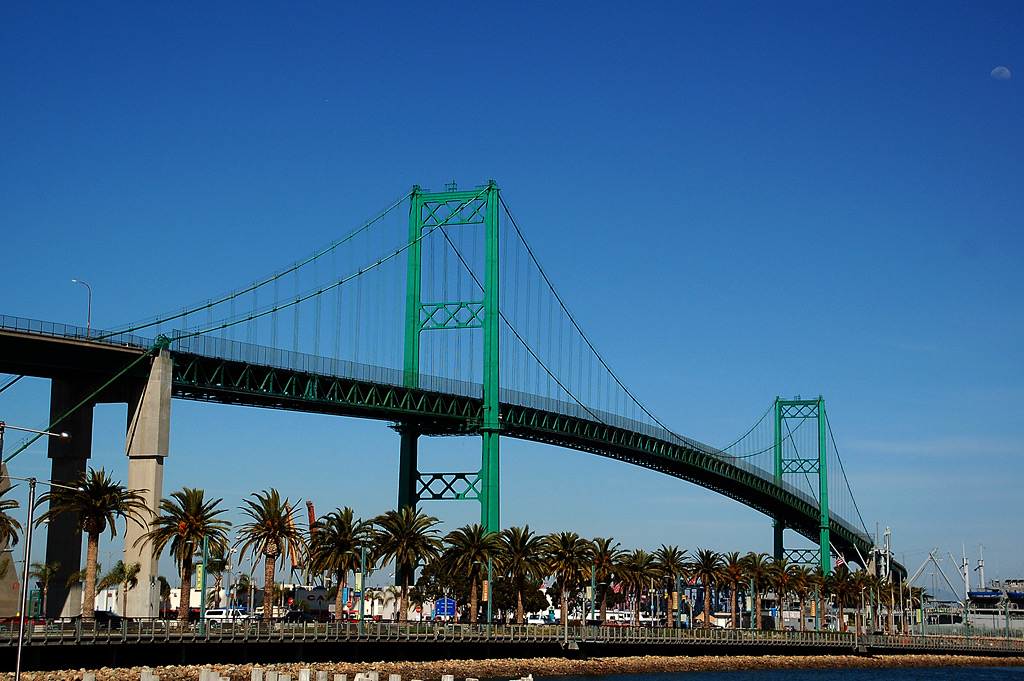
Міст Вінсента Томаса
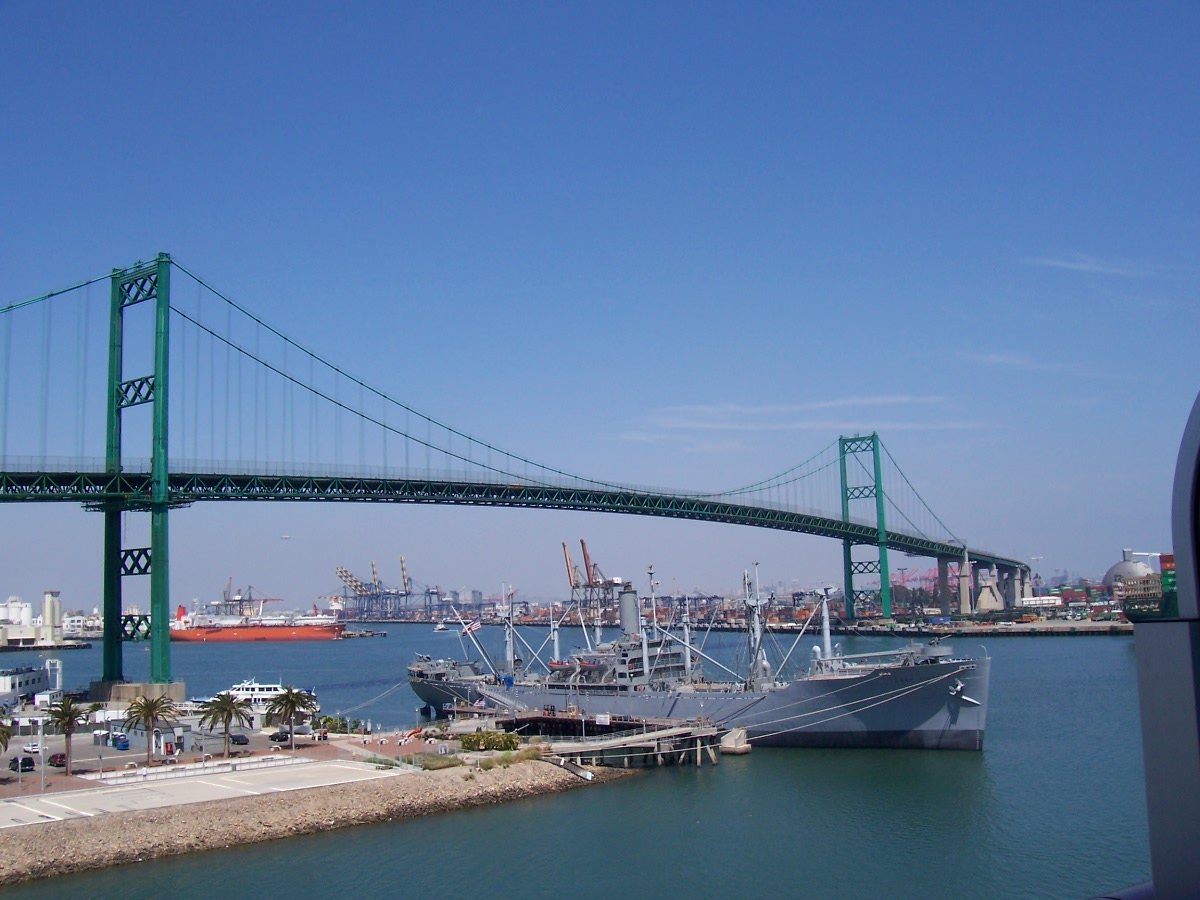
Міст Вінсента Томаса
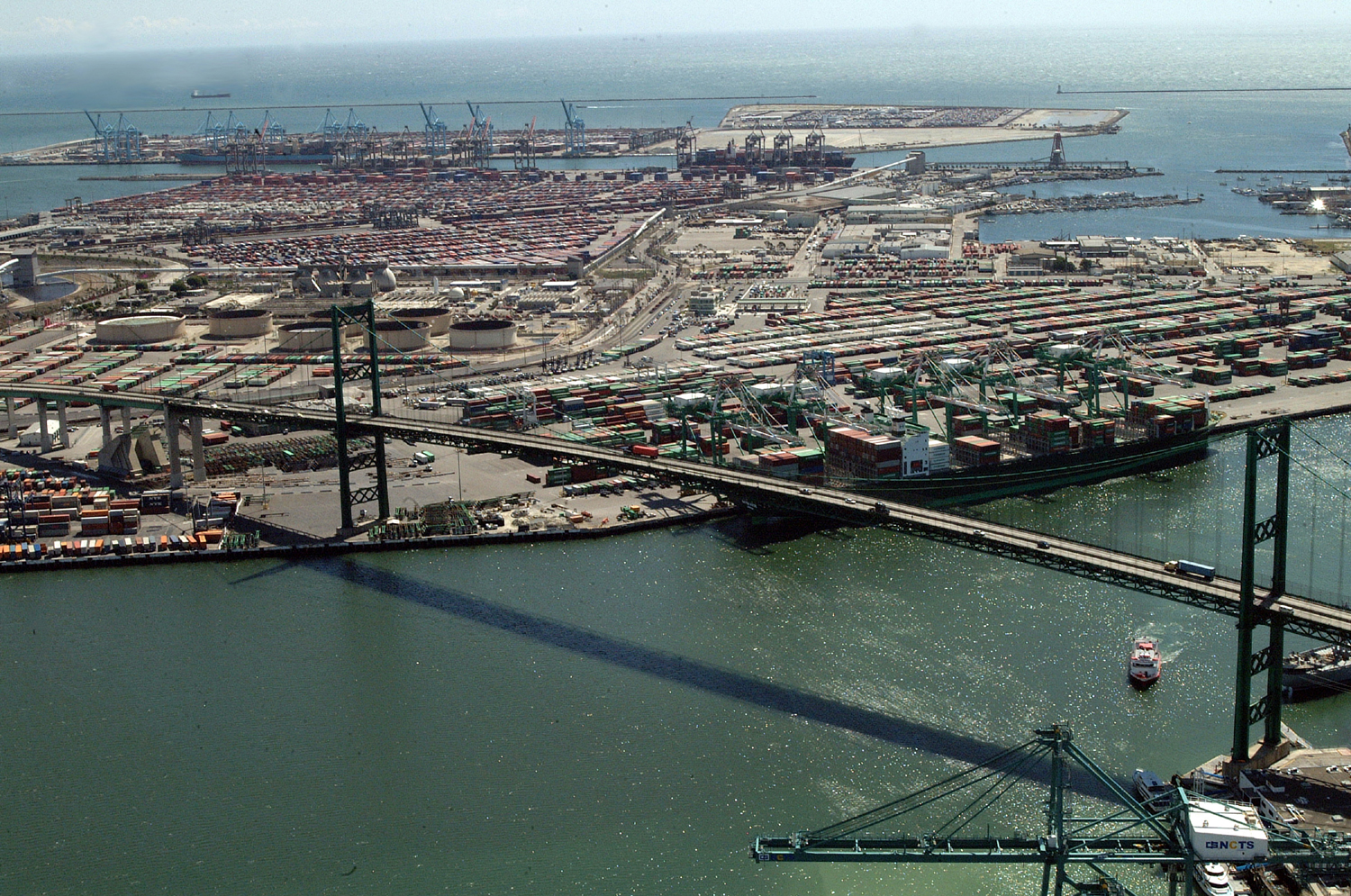
Міст Вінсента Томаса і порт Лос-Анджелеса
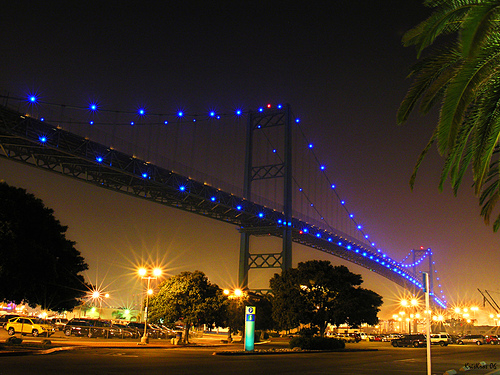
Міст освітлений синім світлодіодним підсвічуванням